# Rossstirn

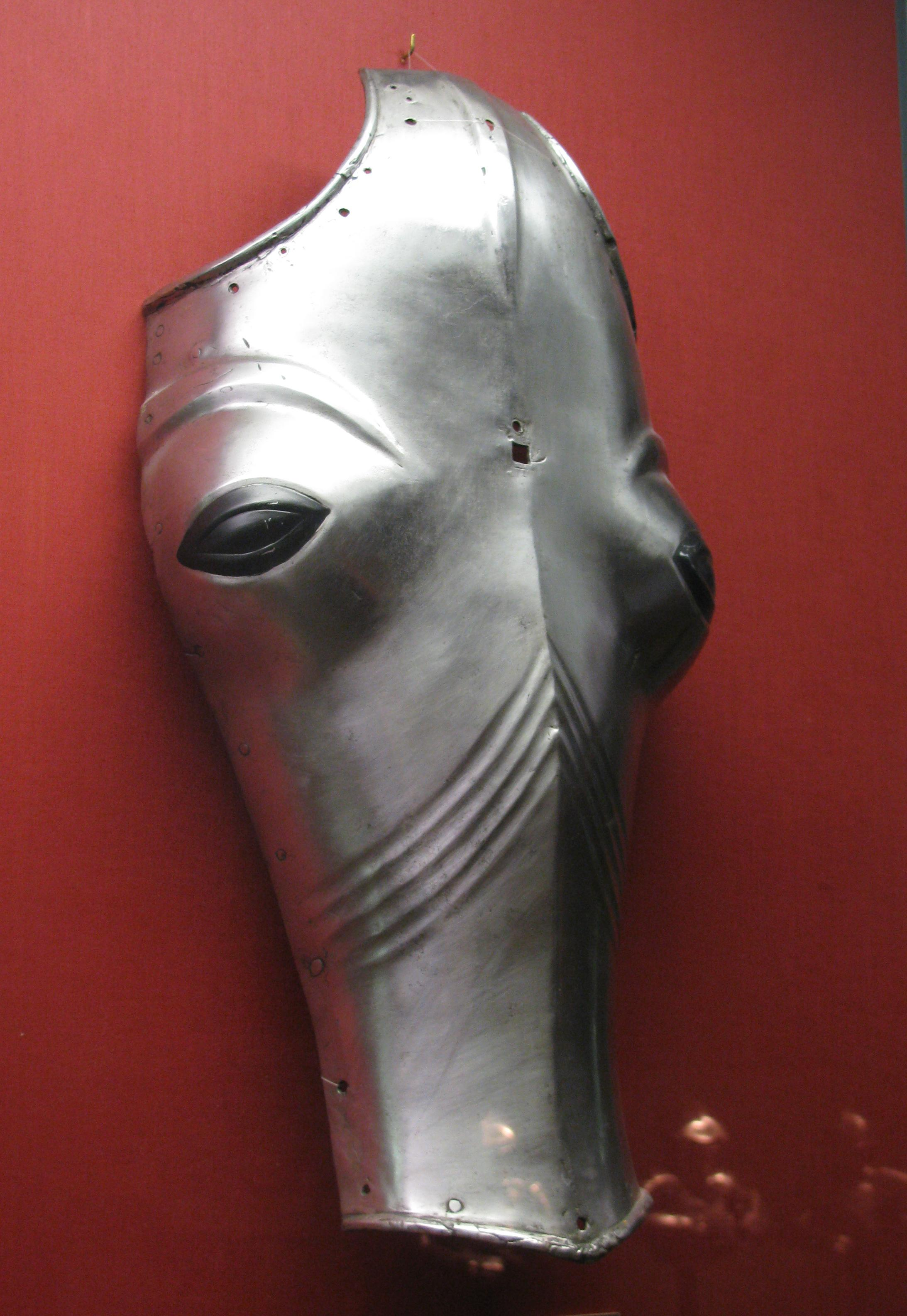
Turnier-Rossstirn. Das Pferd sah damit nichts, um Scheuen zu vermeiden, um 1485/90

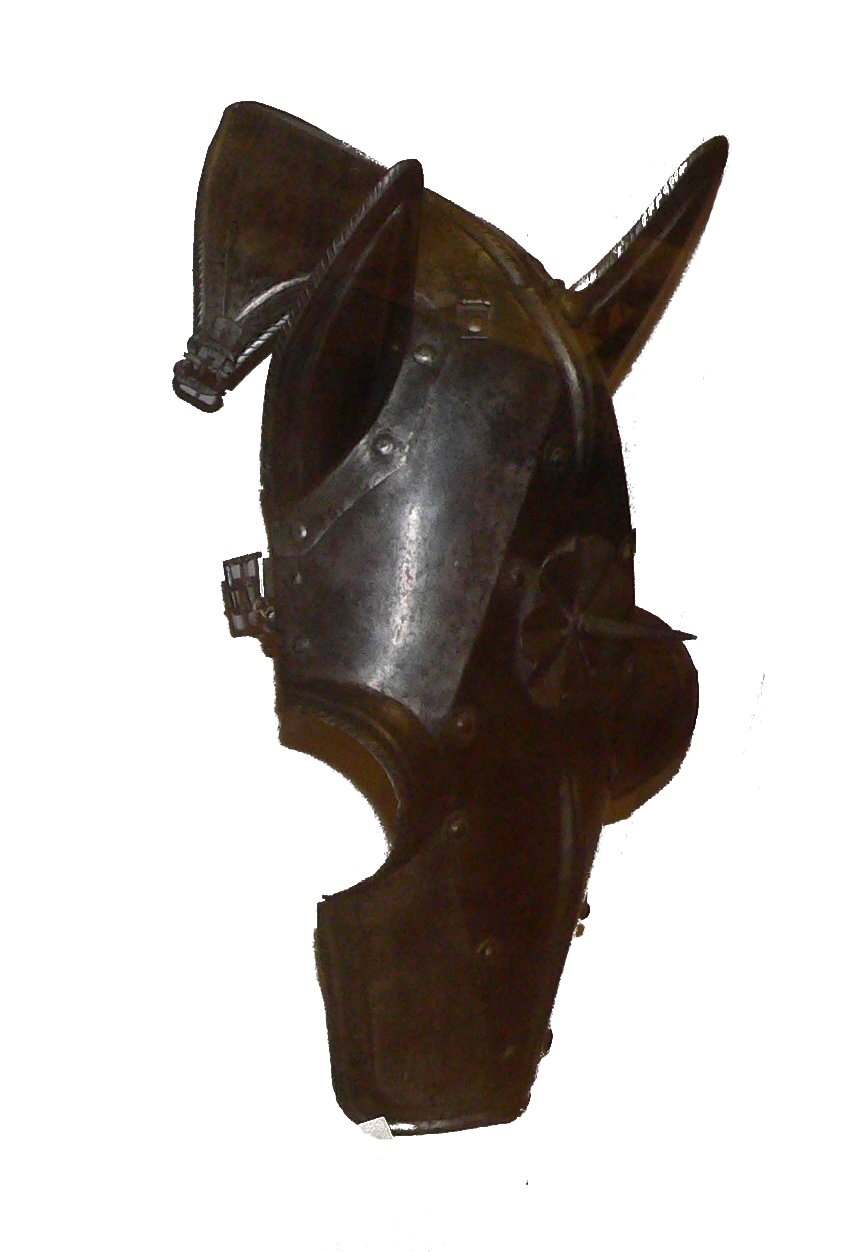
Rossstirn des 16. Jahrhunderts

Als Rossstirn (engl. Shaffron) bezeichnet man einen mehr oder weniger umfassenden Kopfschutz eines Pferdes zu Dekorationszwecken oder für den Einsatz im Kampf oder Turnier als Reit- oder Wagenpferd.

## Beschreibung
Archäologische Belege gibt es seit der Bronzezeit, die Rossstirnen waren immer wieder in unterschiedlichem Umfang und Gewicht und aus Leder und/oder Metall gefertigt. Wie bei einem Helm ist eine Rossstirn immer ein Kompromiss zwischen Schutz auf der einen und Gewährleistung von Atmung, Sicht und Komfort auf der anderen Seite. Zum Schmuck, aber auch zu psychologischen Zwecken konnten Rossstirnen zu allen Zeiten teilweise umfangreiche integrierte Dekorationselemente wie Federbüsche, Hörner u. Ä. aufweisen. 
Die Römische Rossstirn war ein Bestandteil der römischen Rüstung für Pferde. Mehrere dieser Rossstirnen wurden in Deutschland bei Grabungen gefunden. So im ehemaligen römischen Kastell Künzing, dem römischen Quintana sowie als Teil von  Hortfunden aus den Kastellen Straubing (Sorviodurum) und Eining. Im mittelalterlichen  Europa war die Rossstirn Bestandteil der Rossharnische, die im 14. Jahrhundert aufkamen und war in die Frühe Neuzeit gebräuchlich waren. Auch in Indien, China, im Osmanischen Reich und Japan waren Rossstirne im Gebrauch.
Zu Beginn des 21. Jahrhunderts taucht die Rossstirn aus modernen Kunststoffen nach längerer Pause wieder auf, zum Beispiel bei der kolumbianischen Polizei.